# Inglis Island
Inglis Island (również East Island) – wyspa leżąca w Archipelagu Ritchie, w Andamanach.
Wyspa jest piaszczysta, pokryta wiecznie zielonym, pierwotnym lasem deszczowym i otoczona białymi plażami i rafami koralowymi.
Największą atrakcją jest tutaj otwarty w roku 1987 rezerwat przyrody, rozciągający się prawie na całej powierzchni wyspy.
Do wyspy można dostać się drogą morską z Port Blair. Wyspa nie ma stałego połączenia promowego ze stolicą kraju.

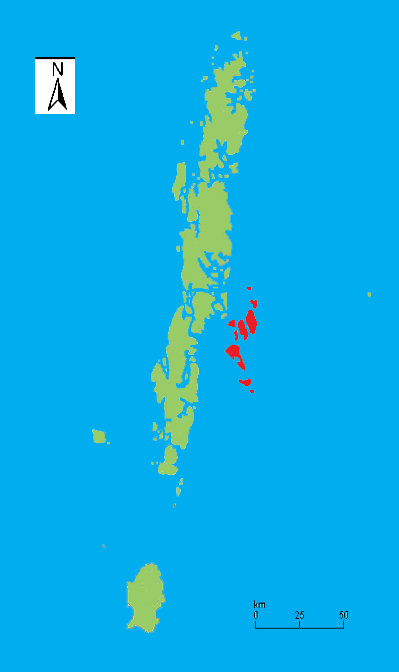
Mapa Andamanów z Archipelagiem Ritchie (w kolorze czerwonym).